# 小島卓也
小島 卓也（こじま たくや、1941年 - ）は、日本の医学者・精神科医。元日本大学医学部教授。元日本精神神経学会理事長。学位は、医学博士。

## 来歴
- 1941年 - 誕生
- 1965年 - 東京医科歯科大学医学部医学科卒業
- 1972年 - 医学博士（東京医科歯科大学）[2]。後に東京医科歯科大学神経精神医学教室講師
- 1992年 - 日本大学医学部精神神経科学教室主任教授
- 2006年 - 定年退職。日本大学医学部客員教授

現職 大宮厚生病院副院長

## 学会
- 日本精神神経学会元理事長
- 日本統合失調症学会元理事長

## 著書

### 共編著
- 『ICD-10 精神科診断ガイドブック』中山書店、2013年5月。ISBN 9784521737058。

## 関連人物
- 島薗安雄
- 高橋良
- 倉知正佳